# Mano Ziffer-Teschenbruck

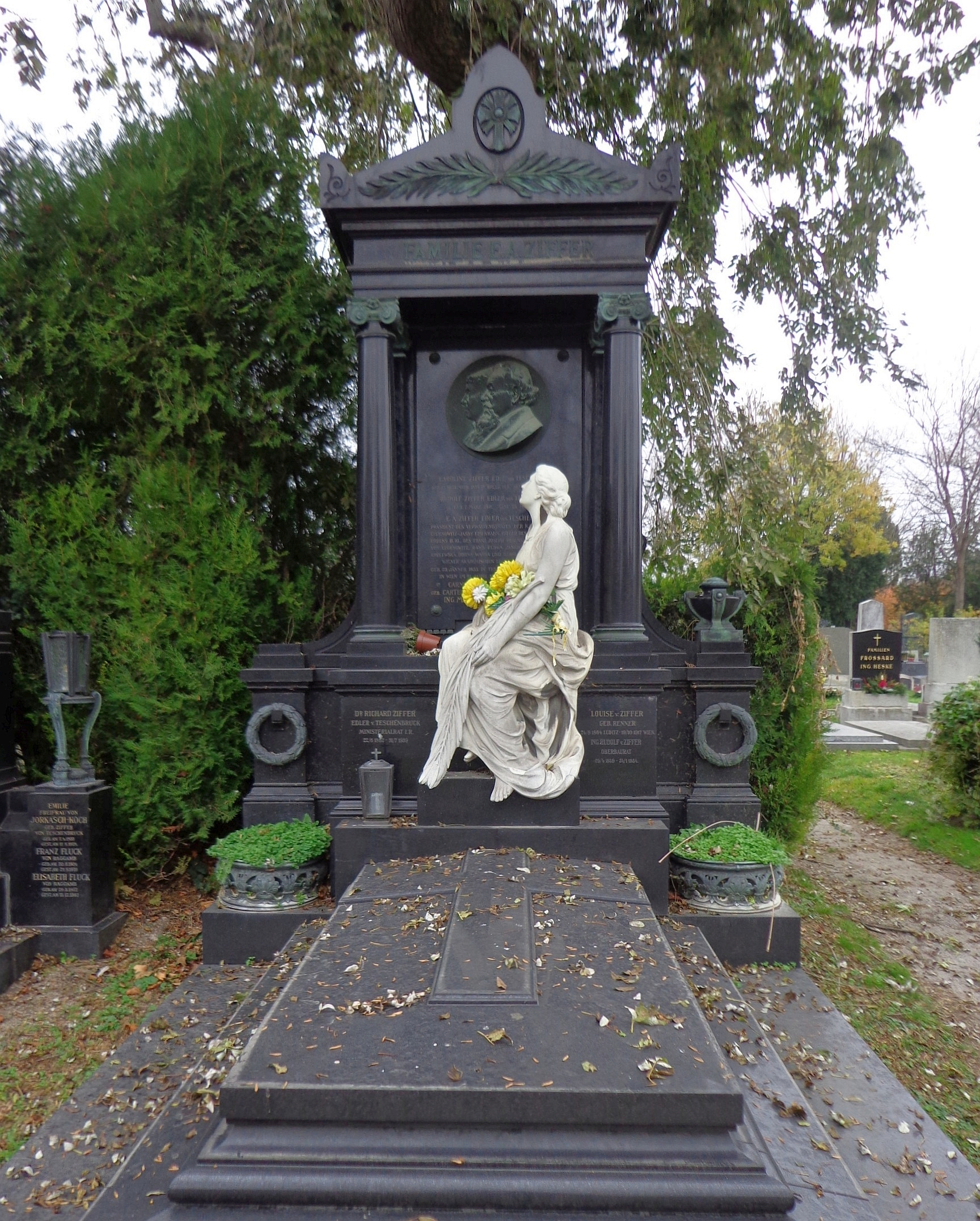
Wiener Zentralfriedhof – Grab der Familie Ziffer von Teschenbruck

Mano Ziffer-Teschenbruck; gebürtig Emanuel Ziffer, ab 1910 (durch Standeserhebung des Großvaters, Emanuel Alois, 1833–1913): Emanuel Ziffer Edler von Teschenbruck (* 17. Dezember 1888 in Gura Humora; † 16. April 1968 in Wien) war ein österreichischer Regisseur und Erfinder.

## Leben
Mano Ziffer-Teschenbruck stammte aus der damals österreich-ungarischen Provinz Bukowina im heutigen Rumänien und kam über Aufenthalte in Ungarn nach Wien. Ziffer-Teschenbruck arbeitete zunächst als Maler. Nebenbei studierte er mehrere naturwissenschaftliche Lehrgänge bis zur Promotion und wirkte in der Folgezeit als Chemiker, Ingenieur und leitender Bahnbeamter (Ministerialrat im Eisenbahnministerium).
Zu Beginn der 1920er Jahre versuchte er sich kurzzeitig auch als Filmregisseur. In den Hauptrollen seiner meist dramatischen bis melodramatischen Geschichten sah man durchgehend seine Ehefrau, die Stummfilmschauspielerin Carmen Cartellieri, die diese Filme auch mit ihrer eigenen Produktionsfirma herstellte.
Nach nur drei Jahren hinter der Kamera beendete er sein Dasein als Regisseur und konzentrierte sich auf die Weiterentwicklung von Fotoprozessen (zum Beispiel die Röntgenstrahlen-Farbfotografie). 1926 entwickelte er gemeinsam mit dem Chemiker Prof. Ludwig Vanino (1861–1944) von der Bayerischen Akademie der Wissenschaften eine Reproduktionsmethode mittels Einsatz von phosphorhaltigen Substanzen. Anfang der 1930er Jahre erwarb er auch mehrere fotografische Patente.

## Filmografie
- 1920: Carmen lernt Skifahren
- 1922: Die gelbe Gefahr
- 1922: Die Menschen nennen es Liebe … (auch Ko-Drehbuch)
- 1922: Die Sünde der Inge Lars
- 1922: Parema, das Wesen aus der Sternenwelt